# Oliver Rogge
Oliver Rogge es un deportista alemán que compitió en bobsleigh en la modalidad cuádruple. Ganó dos medallas de plata en el Campeonato Europeo de Bobsleigh, en los años 1991 y 1993.

## Palmarés internacional
| Campeonato Europeo | Campeonato Europeo   | Campeonato Europeo | Campeonato Europeo |
| Año                | Lugar                | Medalla            | Prueba             |
| ------------------ | -------------------- | ------------------ | ------------------ |
| 1991               | Cervinia (Italia)    | Medalla de plata   | Cuádruple          |
| 1993               | Sankt Moritz (Suiza) | Medalla de plata   | Cuádruple          |